# HK23
Das HK23 ist ein Maschinengewehr des deutschen Herstellers Heckler & Koch.

## HK23A1
Das HK 23 A1 entstand 1972 aus dem HK 21. Für die kleinere Patrone M193 optimiert, sollte es auf dem internationalen Markt neue Kundengruppen erschließen. Dabei waren – systemtypisch – viele Teile mit dem HK 21 austauschbar. Vom HK 13 unterscheidet sich die Waffe vor allem in der Art der Patronenzufuhr, welche beim HK 23 nur durch Gurte erfolgt.

## HK23E
Rund 10 Jahre später wurde dann die Ausführung HK 23 E eingeführt. Mit 94 mm längerem Gehäuse wurde auch die Visierlinie auf 685 mm verlängert. Zudem erhielt die Waffe einen zusätzlichen Griff am Laufmantel und eine auch für 3-Schuss-Feuerstöße eingerichtete Abzugsgruppe.

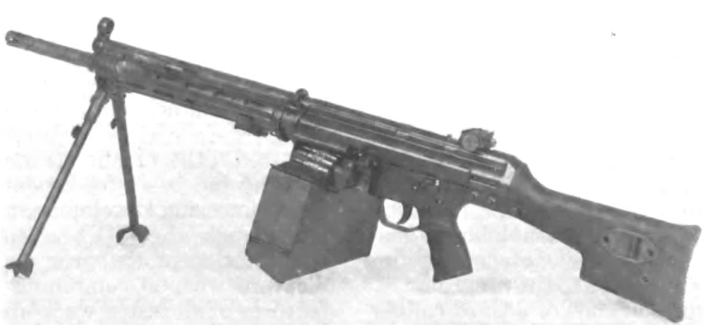
XM262

Bei der Auswahl einer neuen Unterstützungswaffe auf Gruppenebene (Squad Automatic Weapon) für die US-Armee unterlag die Waffe als XM262 jedoch der jetzt als M249 SAW eingeführten Variante der FN Minimi.